# Xago
Xago (* 19. Juli 1942 in Elsterwerda), eigentlich Rolf Xago Schröder, ist ein deutscher Maler, Grafiker und Dichter. Er lebt und arbeitet in Berlin sowie im brandenburgischen Friedrichsthal.

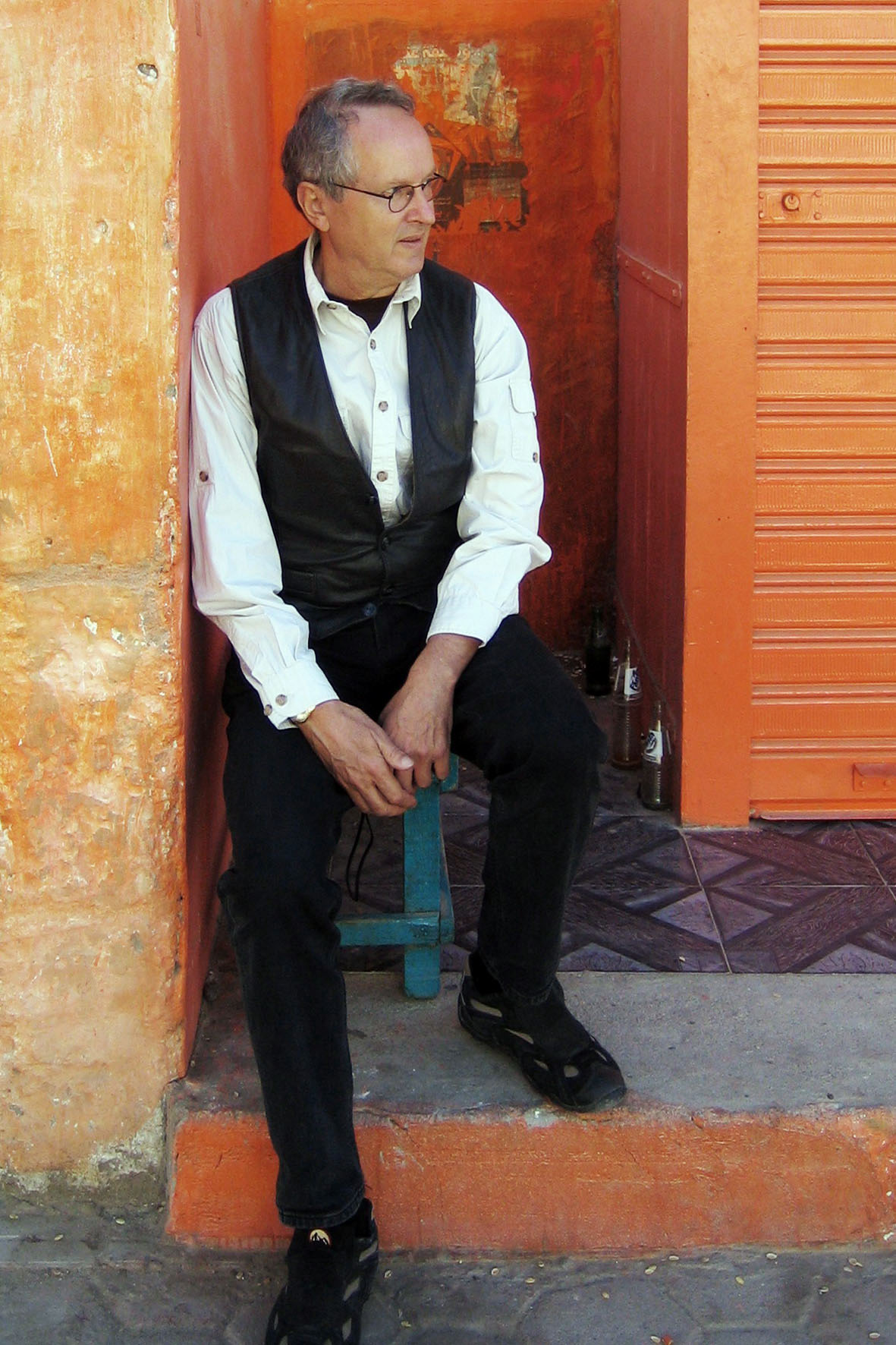
Xago am Nil, 2007

## Leben und Werk
Xago wuchs im südbrandenburgischen Elsterwerda auf. Von 1959 bis 1962 absolvierte er das Abitur sowie eine gleichzeitige Berufsausbildung zum Maschinisten und Heizer im Braunkohlenkombinat (BKK) Lauchhammer.
An der Humboldt-Universität Berlin studierte er von 1962 bis 1966 zunächst Philosophie bei Wolfgang Heise, dann Literatur- und Kulturwissenschaften. Zu seinen Kommilitonen zählten Wolfgang Thierse, Lothar Bisky, Renate Reschke und Frank Hörnigk.
Ab 1966 war Xago Assistent an der Hochschule für Film und Fernsehen Babelsberg. Dort kam er mit den Zeichnungen Sergej Eisensteins in Berührung, die ihn nachhaltig inspirierten. Er stand im Austausch mit den Maler-Regisseuren Andrei Tarkowski und Jürgen Böttcher (Strawalde); letzterer ermutigte Xago in seinen ersten Versuchen als Maler.
1970 wechselte Xago an die Deutsche Bauakademie der DDR. Er forschte zu Städtebausoziologie und den Malern am Bauhaus. Die Bauhauslehre Paul Klees interessierte ihn. Anfang 1975 publizierte er kritische Bemerkungen zum Städtebau der DDR in der Zeitschrift Für Dich. Ihnen folgte eine Maßregelung durch das Ministerium für Bauwesen unter anderem mit der Aussage, die abgebildeten Soziologen (Xago und Helga Wetzel) sähen aus wie Mitglieder der Baader-Meinhof-Bande. Gleichzeitig begann Xago intensiver zu malen. Kleine Ausstellungen folgten. Am 5. und 6. Dezember 1975 sendeten RIAS und BBC einen Kommentar zu Xagos und Diether Schmidts Paul-Klee-Vortrag in der Berliner Stadtbibliothek. Eine Bezugnahme von DDR-Künstlern auf Klee galt zu diesem Zeitpunkt noch offiziell als nicht erwünscht. Erst 1984 fand die erste Klee-Ausstellung in der DDR statt. Die Bauakademie kündigte Xago, was ihn veranlasste, nunmehr vollständig als freischaffender Maler und Grafiker zu arbeiten. 1976 trat er in den Verband Bildender Künstler der DDR (VBK) ein. Neben Malerei und Grafik eröffnete sich ihm über Lothar Reher, den künstlerischen Leiter des Verlags Volk und Welt, das Feld der Buchgestaltung. Xago wirkte seither an über 150 Büchern für 20 Verlage als Zeichner, Illustrator und Gestalter mit, darunter einigen, die im jährlichen Wettbewerb „Schönste Bücher der DDR“ ausgezeichnet wurden. 1985 wurde ein Plakat Xagos für eine seiner eigenen Ausstellungen in die Schau „Die 100 besten Plakate des Jahres“ gewählt. Er veröffentlichte regelmäßig in Zeitschriften wie Das Magazin, Sibylle, Für Dich und Neue Berliner Illustrierte (NBI). Xago nahm mehrmals in den 1970er und 1980er Jahren an Pleinairs in Polen teil. Er stellte unter anderen in Berlin, Dresden, Amsterdam, Paris, Leipzig, Schwerin, Stuttgart und Steyr aus. Xago entwickelte einen eigenen surreal-grotesken Stil, der nicht nur durch feingliederige Zeichnung und verschwimmende Übergänge in seinen Aquaölen geprägt ist, sondern seine Kraft stark aus ironisch-assoziativen Titeln und Wortspielen bezieht.
1989 war Xago einer der Mitorganisatoren der von Kulturschaffenden der DDR initiierten Großdemonstration vom 4. November in Berlin, die die endgültige Wende in der DDR einläutete. Am 11. April 1990 wurde Xago zum ersten und letzten frei gewählten Präsidenten und „Ersten Sprecher“ des Verbandes Bildender Künstler gewählt. Bis zur Selbstauflösung des Verbands am 12. Dezember 1990 organisierte er den Prozess der Dezentralisierung und Föderalisierung der Kunst in den neuen Bundesländern. 1991 berief der Senat von Berlin Xago ins Stadtforum Berlin an die „Bank“ der Querdenker und Zwischenrufer mit Persönlichkeiten wie Wim Wenders, Marion Gräfin Dönhoff, Friedrich Dieckmann und Volker Hauff. Im selben Jahr folgte Xago einer Anregung Ernst Fuchs’ und wurde Mitglied der fiktiven Künstlergruppe EUROPHA (EUROpäische PHAntasten). Von 1991 bis 1994 arbeitete er in der Offenen Kunstwerkstatt Berlin mit. Dort entstanden Arbeiten unter anderem mit Künstlern aus Ecuador. Seit Mitte der 1990er Jahre wendet sich Xago verstärkt der Produktion bibliophiler Bücher in Kleinstauflagen zu, die er selbst textet, zeichnet und gestaltet. Die Pirckheimer-Gesellschaft brachte 1996 eine erste Bibliographie seiner bis dato illustrierten Bücher in der Zeitschrift MARGINALIEN heraus. Im Auftrag des Berliner Bibliophilen Abend gestaltete er deren Jahresgabe 2009, ein eigenes Buch über Armenien. Xago war und ist häufig Gast verschiedener Institutionen (1990: Symposium Europäischer Kulturpolitik Bonn; 1991: Stipendium der Stadt Lucca; 1998: Goethe-Institut Paris; 1998: Institute of Germanic Studies der University of London; 2003: Aschermittwochsrede der Berliner Künstler in der Gemäldegalerie der Staatlichen Museen Berlin; 2004: Stipendium im päpstlichen Ort Castel Gandolfo, Italien).

## Werk (Auswahl)

### Malerei
- 1973: „Wehmut des schwarzen Vogels vor dem Winter“
- 1974: „Die Rückkehr des Ikaros vom Saturn im Auftrag des Noah“
- 1975: „Augenschuh besichtigt die Natur“
- 1976: „Tod des Musikers vor der Stadt“
- 1978: „Heilige Familie in der Dürre“
- 1979: „Raum mit freier Spitze“
- 1980: „Wachsende Keilschrift“
- 1981: „Abwartendes Landschaftsgesicht“
- 1982: „Natur im Radar“
- 1983: „Zwei schwarze Grazien mit kleinerem Herrn“
- 1985: „Joyce kippt Stonehenge“
- 1986: „Die Milane Aitmatows“
- 1987: „Maske der Landschaft“
- 1988: „Flugversuche im Land der schmalen Pyramiden“
- 1989: „Neogetisches am Sofa des Psychoanalytikers“
- 1990: zehnteiliger Zyklus „Gladiatoren der Utopie“
- 1991: „Potenz in deutscher Rüstung“, aus: „50 Figuren einer zerfallenden Welt“
- 1993: „Kleiner Knie-Teufel“
- 2004: „Träume unterm Tütenkopf“
- 2007: „Pause – an der ägyptisch-nubischen Grenze“
- 2009: „Deutsches Insekt beim Versuch, den Menschen zu definieren“

### Grafik
- 1977: „Weg des verdrehten Lebens“
- 1979: „Im Grenzgebiet 'Natur'“
- 1982: „Vor gehörnter Landschaft“
- 1987: „Der Inquisitor zeigt die Instrumente (Galilei)“
- 1991: „Innerer Biß“

### Illustration
- Johannes R. Becher: Der Aufstand im Menschen. Herausgegeben von Ilse Siebert. Berlin, Aufbau Verlag 1983. 287 Seiten.
- Jurek Becker: Erzählungen. Rostock, VEB Hinstorff Verlag 1986. 209 Seiten.
- Omar Chajjâm: Durchblättert ist des Lebens Buch. Vierzeiler. Nachdichtung von Martin Remané. Mit 10 Reproduktionen mit Pergaminvorsatz nach Aquaölen von Rolf Xago Schröder. Berlin, Rütten & Loening (1962) 1983, 153 Seiten.
- Theodor Fontane: Herr von Ribbeck auf Ribbeck im Havelland. Mit Aquarellen von Xago. Berlin, Aufbau Verlag 1997. 22 Seiten.
- Graham Greene: Das Herz aller Dinge. Berlin, Union-Verlag 1978. 383 Seiten.
- Christoph Hein: Horns Ende. Berlin, Aufbau Verlag 1985. 320 Seiten.
- Christoph Hein: Der Tangospieler. Berlin, Aufbau Verlag 1989. 205 Seiten.
- E. T. A. Hoffmann: Gesammelte Werke in Einzelausgaben (1–8). Berlin, Aufbau Verlag 1994.
- Wolfgang Kohlhaase: Silvester mit Balzac und andere Erzählungen. Berlin/Weimar, Aufbau Verlag 1977. 173 Seiten.
- Irina Liebmann: Wo Gras wuchs bis zu Tischen hoch. Mit Zeichnungen von Rolf Xago Schröder. Hamburg, Europäische Verlagsanstalt 1995. 64 Seiten.[8]
- Miyoko Matsutani: Taro das Drachenkind. Mit zweifarbigen Illustrationen von Rolf Xago Schröder. Berlin, Der Kinderbuchverlag 1980. 115 Seiten.
- Wolfgang Morgenroth (Hrsg.): Das Schlangenopfer. Geschichten aus dem Mahabharata. Mit 18 Farbtafeln und 31 Vignetten von Rolf Xago Schröder. Berlin, Rütten & Loening 1987. 328 Seiten.
- Christian Morgenstern: Ein Hund mit Namen Fips. Bilder von Rolf Xago Schröder. Berlin, Altberliner Verlag Lucie Groszer 1977. 24 Seiten.
- Heiner Müller: Der Lohndrücker und die Umsiedlerin oder das Leben auf dem Lande. Zwei Theaterstücke. Leipzig, Faber&Faber 1995. 263 Seiten.
- Rosa Maria Plattner (Hrsg.): beyond darüber hinaus. Eine deutsch-österreichische Anthologie. Kunst & Literatur, Speyer, Marsilius 2002.
- Ulrich Plenzdorf: Legende vom Glück ohne Ende. Rostock, VEB Hinstorff Verlag 1979. 319 Seiten.
- Joachim Ringelnatz: Wenn sich die Giraffen recken. Herausgegeben von Manfred Schmidt. Illustrationen von Rolf Xago Schröder. Berlin, Der Kinderbuchverlag 1988.
- Bernd Schirmer: Die Hand der Fatima auf meiner Schulter. Algerische Reisebilder, mit 12 Aquaölen und 11 Vignetten von Rolf Xago Schröder. Halle/Leipzig, Mitteldeutscher Verlag 1984. 175 Seiten.
- Hans Skirecki: Eisblumen und andere Geschichten. Berlin, Eulenspiegel Verlag 1985. 138 Seiten.
- Thomas Thilo (Hrsg.), Der Fremde mit dem Lockenbart. Erzählungen aus dem China der Tang-Zeit. Mit 62 Reproduktionen nach überzeichneten Papierschnitten von Rolf Xago Schröder. Berlin, Rütten & Loening 1989. 364 Seiten.

### Künstlerbücher
als Zeichner:
- Anne Adam/Xago: Narrenträume. Xagos Grotesken erzählt von Anne Adam. Mit Originalaquarell. Berlin: Lava-Druck, 2004. 53 Seiten. Limitiert auf 30 Exemplare.
- E. T. A. Hoffmann: Aus dem Leben eines bekannten Mannes. Nach einer alten märkischen Chronik. Mit drei Original-Radierungen und einem Aquarell von XAGO. Nachwort von Michael Duske. Berlin: Serapion vom See, 1995. 21 Seiten.[9]
- Lucas Jochner/Xago: Spiegelbaum. Sieben Bilder mit filigranen Überzeichnungen von Xago. Berlin-Köpenick: Katzengraben-Presse, 1991 65 Seiten.
- Irina Liebmann: Die schöne Welt der Tiere. Mit 17 Zeichnungen von Xago. Berlin: Rothspalk, 1995. 36 Seiten. 300 im Impressum vom Künstler signierte Exemplare.
- Jean Paul: Rede des todten Christus vom Weltgebäude herab, dass kein Gott sei. Buchmalerei von Xago. Berlin/Joditz: Lava-Druck, 2001. 26 Seiten. Limitiert auf 30 Exemplare.

als Autor und Zeichner:
- Xago: AchillesVerse. Denn mein Körper reist mit. Texte und Randzeichnungen. Berlin: Verlag P. Wilson, 1997. 32 Blätter. Einband mit farbigem vom Künstler signierten Originalaquarell.
- Xago: Am Anfang war der Fleck. Londoner Rede von XAGO am 20. März 2003 / University of London, German Studies, 29 Russel Square. Goethe-Institut London – Berlin: Lava Druck, 2003. 28 Seiten, limitiert auf 50 Exemplare.
- Xago: Der Aufstand der Linie gegen die Farbe. Aphorismen eines Malers. Mit 29 Originalaquarellen/Vignetten. Berlin: Lava-Druck, 2003. 36 Seiten. Umschlag mit zwei zusätzlichen Originalaquarellen. 50 nummerierte und vom Künstler signierte Exemplare.
- Xago: Dionysos, trunkener Künstler im Aphaia-Tempel, dankt Zeus. Text und Zeichnungen. Berlin: Aphaia Verlag 2011. (16) Seiten. Limitiert auf 100 Exemplare und auf 25 Exemplare limitierte Vorzugsausgabe mit handkoloriertem Umschlag und beigelegter handkolorierter Grafik. (Reihe: Mitlesebuch, 101)
- Xago: Die Grotesken haben Ausgang. XAGO, ein europäischer Phantast. Berlin, edition q 1993. 119 Seiten. (Monographie)
- Xago: Im Steinbruch lispeln die Schatten – Xago in Armenien. Berlin: Berliner Bibliophilen Abend/Lava-Druck, 2009. Jahresgabe des Berliner Bibliophilen Abend 2009, limitiert auf 100 Exemplare. Japanische Bindung, Handprägung, Kartonage und Leder. Beilage: armenisches Märchen in Fadenheftung, Texte und eine Originalübermalung von Xago, zwei Faltblätter (Lesehilfen).
- Xago: Jetzt und vergänglich. Szene, Kneipe und Café. Meine neue Berliner Mitte. Text und montierte Zeichnungen von Xago. Berlin-Köpenick: Atelier der Katzengraben-Presse, 1993. 35 Blätter. 200 Exemplare von Xago signiert, mit einer originalen, handkolorierten Einzeichnung auf dem Vorsatz.
- Xago: Joyce trieb es mit Triest(esse). Texte und Collagen einer Sommerreise. Nachwort von Wolfgang Wicht. Triest/Berlin/Jüterbog: Lava-Druck, 2002. 32 Blätter mit montierten farbigen Collagen, fadengeheftet. Limitiert auf 50 Exemplare, mit einer handkolorierten Original-Zeichnung auf dem Einband.
- Xago: Nietzsches erste und letzte Grillen. Mit Zwischenrufen von Renate Reschke. Berlin: Lava-Druck, 2000. Der Text bezieht sich auf Nietzsches "Menschliches, Allzumenschliches – Von den ersten und letzten Dingen". 100 Exemplare mit jeweils 25 Originalaquarellen (Grillen).
- Xago: Perlen vor die neue Mitte. Ein Berliner Spaziergang. Berlin: Verlag P. Wilson, 1997. 54 Seiten. Mit dem signierten Originalaquarell auf dem Vorsatz.
- Xago: Die Schmalseite der Seele. Aphorismen eines Zeichners. Xago in Lissabon. Lissabon/Berlin: Lava-Druck, 2010. 36 Seiten. Bibliophile Ausgabe in zehn Exemplaren mit einer Originalzeichnung im Vorsatz. Präge-Einband. Gewidmet Diether Schmidt zum 80. Geburtstag.
- Xago: Schneide die Zeit aus dem Raum, denn morgen ist immer zu spät. Xago auf Reisen. 45 einmontierte Texte und Zeichnungen, vom Künstler mit der Hand goldübermalt. Wien/Berlin: Lava-Druck, 2002. 95 Seiten. Nummerierte und signierte Ausgabe (30 Exemplare). Dabei eine beigelegte Einführung des Künstlers mit signiertem Originalaquarell.
- Xago: Sicilia. Frauen, Nymphen, Göttinnen. Sizilien: Eine bibliophile Nachlese in 15 Exemplaren. Taormina/Berlin: Lava-Druck, 2010. 31 Seiten. Limitiert auf 15 Exemplare, Klebebindung, 51 Zeichnungen. Mit zwei Originalzeichnungen auf dem Vorsatzpapier („Sizilianische Marionetten“) und übermaltem Einband.
- Xago: Struwwelsilben-Zappelpeter oder listige Gedichte und trollende Bilder nach Dr. Heinrich Hoffmann. Berlin, Rütten & Loening 1995. 24 Seiten.
- Xago: Vom Lob des Scheiterns. Mit 23 Originalaquarellen. Berlin/Friedrichsthal: Lava-Druck, 1999. 22 Blätter. 50 Exemplare. Mit einem signierten Original-Aquarell auf dem Titelblatt.
- Xago: Xagos Attatürkin. Wo kommt die Attatürkin her. Xago in Kleinasien. Berlin: Lava-Druck, 2009. 26 Seiten. Limitiert auf 15 Exemplare. 23 Drucke und ein Original in bibliophiler Ausgabe.
- Xago: Xagos HomEr und Sie – in Korfus Odys-See. Korfu/Berlin: Lava-Flaxmann-Druck, 2007. 22 Seiten. Limitiert auf 20 Exemplare.

## Ausstellungen (Auswahl)

### Personalausstellungen
- 1975: Galerie Carl Blechen, Cottbus
- 1976: Galerie Kultur im Heim, Berlin; Galerie Middelkopp, Amsterdam (Niederlande)
- 1978: Galerie Wort und Werk, Leipzig; Galerie Comenius, Dresden; Gästehaus der Akademie der schönen Künste, Warschau (Polen)
- 1979: Galerie im Stadthaus, Jena (mit Walter Herzog)
- 1981: Neue Dresdner Galerie, Dresden; Galerie im Stadthaus, Jena (mit Thomas Ranft und Peter Sylvester)
- 1982: Galerie Unter den Linden, Berlin; Kulturbundgalerie Berlin-Mitte, Berlin
- 1983: Galerie Carl Blechen, Cottbus
- 1984: Stadtbibliothek, Potsdam; Galerie Wort und Werk, Leipzig (mit Franziska Anna Schwarzbach (Lobeck)); Galerie a, Berlin
- 1985: Neue Dresdner Galerie, Dresden; Galerie am Dom, Schwerin; Kleine Galerie, Magdeburg
- 1987: Deutsche Bücherstube, Berlin; Galerie gallus, Frankfurt (Oder); Galerie Peter Breuer, Zwickau
- 1988: Salon für abstrakte Kunst, Hamburg
- 1990: „Romantische Grotesken“ Freie Universität Berlin, Berlin; Penta – Berlin (Lufthansa Hotelkette), Berlin; „Xago – Malerei/Grafik“ Greifen-Galerie, Greifswald
- 1991: Stadtbibliothek, Berlin; Bürgerhaus Berlin-Grünau, Berlin (mit Werner Stötzer); Galerie Passage, Berlin; Joebeaulais, Berlin
- 1993: Axel-Springer-Hochhaus, Berlin
- 1994: Schlossgalerie, Steyr (Österreich)
- 1996: Amicale des Europäischen Patentamts, Den Haag (Niederlande)
- 2001: Galerie am Kollwitzplatz, Berlin
- 2002: Galerie am Wasserturm, Berlin
- 2004: Galerie am Kollwitzplatz, Berlin
- 2006: „Kein Grund zur Ursache“, Hochschule Harz, Wernigerode[10]
- 2008: „Form als Motiv“, Galerie Lux, Berlin
- 2010: „Die Grotesken haben Ausgang“, Nadler Galerie, Elsterwerda[11]
- 2012: „Engel, Grillen und Grotesken“, Burg Beeskow[12]
- 2017: „Xago – Am Rande der Metamorphosen“, Galerie Gräfe Art Concept, Berlin

### Gruppenausstellungen
- 1978: „Natur – Gestalt in der Verwandlung“, Nationalgalerie, Berlin
- 1979: „Die Hommage in der Kunst der DDR“, Nationalgalerie, Berlin; „Farbige Grafik in der DDR“, Museum Schwerin; „Farbgrafik der DDR“, Narodna Galerija, Ljubljana (Jugoslawien)
- 1980: „Das Erbe der Antike. Griechischer und römischer Mythos in der Kunst der DDR“, Nationalgalerie, Berlin
- 1982: „Kunstwissenschaftler wählen je 10 Grafiken von Künstlern der DDR aus den Jahren 1978–1982“, Galerie Oben, Karl-Marx-Stadt (Chemnitz)
- 1983: „Berlin im Dialog II“, Galerie Unter den Linden, Berlin
- 1984: „Aquarelle der DDR“, Reichsgalerie Oslo (Norwegen)
- 1985: „100 beste Plakate der DDR“, Berlin; Galerie zum Buch, Frankfurt am Main
- 1989: „Erste Quadriennale: Zeichnungen der DDR“, Museum der bildenden Künste Leipzig
- 1990: „Kunstreise Orient – Malerei Grafik Plastik 1945–1990“, Schloss Ludwigsburg; „Blick auf Schiller“, Nationaltheater Mannheim
- 1991: „The Cream of International Ex Libris“, Fung Ping Shan Museum, Hong Kong (Hong Kong); Barbican Centre, London (UK)
- 1995: „el caiman Quito/Berlin“, Galerie im Prater, Berlin
- 1997: „Satiricum“, Sommerpalais Greiz, Greiz; „Malerei. Grafik. Plastik. 1996–1997“, Galerie Lux, Berlin
- 2004: 7. Internationale Buchkunst-Biennale, Horn (Österreich); „Künstler der Galerie. Malerei-Grafik-Plastik“, Galerie Am Gendarmenmarkt, Berlin
- 2006: „KurzWeil“, Schloss Grafenegg, Grafenegg (Österreich)
- 2008: 17. Internationale Ausstellung für Künstlerbücher und Handpressendrucke, Leipzig
- 2009: „Kleines Welttheater. Grafisches zu E. T. A. Hoffmann“, Burg Beeskow, Beeskow[13]
- 2016: „Resonanz und Refugium. Romantik in der Grafik der DDR“, Caspar-David-Friedrich-Gesellschaft, Greifswald[14]

## Arbeiten in Sammlungen
- Sammlung Ludwig Köln
- Sammlung Schreiner Köln
- Sammlung Stiftung Preußischer Kulturbesitz Berlin
- Kupferstichkabinett Dresden
- Reichsausstellung Oslo (Norwegen)
- Getty Museum Los Angeles (USA)
- Klassik Stiftung Weimar (Nietzsche-Bibliographie)[15]
- Deutsche Nationalbibliothek
- Library of Congress[16]
- British Library[17]
- Bibliothèque nationale de France[18]
- Österreichische Nationalbibliothek[19]
- Deutsches Literaturarchiv Marbach
- Winckelmann-Museum Stendal
- Germanisches Nationalmuseum Nürnberg
- Kunstsammlung beim Auswärtigen Amt Bonn/Stuttgart/Berlin
- Berlin-Brandenburgische Akademie der Wissenschaften
- Märkisches Museum Berlin
- Staatliches Museum Schwerin
- Museum Junge Kunst Frankfurt (Oder)
- Universitäts- und Landesbibliothek Darmstadt
- Center for Contemporary German Literature Washington University St. Louis
- Stanford Germanic Collections
- Kunstarchiv Beeskow (Kunst der DDR)
- Stadt- und Landesbibliothek Potsdam
- Staatsbibliothek Bamberg
- Ernst-Abbe-Bücherei Jena
- Stiftung Lyrik Kabinett München
- Kunstsammlung der Wismut AG
- Stadtbibliothek Mönchengladbach – Exlibrissammlung